# Файерабенд, Фриц
Фриц Файерабенд (нем. Fritz Feierabend; 29 июня 1908 — 25 ноября 1978) — швейцарский бобслеист, серебряный призёр зимних Олимпийских игр 1936 и 1948 годов, бронзовый призёр зимних Олимпийских игр 1952 года. Пятикратный чемпион мира по бобслею. Разработчик первого в истории стального боба.

## Биография
Фриц Файерабенд считается одним из величайших спортсменов Швейцарии, который, несмотря на свои многочисленные победы, так и не стал олимпийским чемпионом.
Карьеру в бобслее он начал в 1933 году, дебютировав в сборной Швейцарии. Первую медаль выиграл в 1935 году вместе с Рето Кападруттом на чемпионате мира, став бронзовым призёром среди экипажей четвёрок (с А. Ларди и Х. Тами). Через год Капрадутт, Файерабенд и ещё два олимпийца — Ганс Айхеле и Ханс Бютикофер — завоевали серебряные медали на Олимпиаде в Германии среди экипажей, а сам Файерабенд также стал серебряным призёром вместе с Йозефом Берли среди двоек. В 1938 году Берли и Файерабенд выиграли бронзовые медали чемпионата мира, а через год Файерабенд одержал первую серьёзную победу на чемпионате мира: Берли, Файерабенд и ещё два бобслеиста (Хайнц Каттани и Альфонс Хёрнинг) показали лучший результат среди экипажей четвёрок.
В послевоенные годы Файерабенд продолжил выступления: в 1947 году он выиграл чемпионат мира и среди двоек, и среди четвёрок (его напарником был Штефан Вазер в экипаже-двойке, а старый состав Берли, Каттани и Хёрнинг также одержал победу в четвёрках). В 1948 году на Олимпиаде в Санкт-Морице вместе с Паулем Эберхардом Файерабенд завоевал серебряные медали в заезде среди экипажей двоек, а вот экипаж четвёрок, куда вошли Генрих Ангст, Феликс Эндрих и Фриц Валлер, не попал в медали, заняв 4-е место — это единственное соревнование по бобслею на Олимпийских играх, где Файерабенд остался без медали.
В 1949 году Файерабенд и Ангст завоевали серебряные медали чемпионата мира среди двоек, а вместе с Фрицем Валлером и Вернером Шпрингом добились бронзовых медалей в соревнованиях экипажей четвёрок. Ещё через год Файерабенд и Вазер выиграли чемпионат мира среди двоек, а среди четвёрок получили серебряные медали (их также завоевали Альбер Мадёрин и Роми Спада). В 1951 году на чемпионате мира Файерабенд не попал на пьедестал почёта, зато на Олимпиаде в Осло с Вазером взял бронзовые медали как в двойках, так и в четвёрках (бронзу также завоевали Альбер Мадёрин и Андре Филиппини). В 1953 году Файерабенд снова остался без медалей чемпионата мира, зато через год выиграл заезд среди четвёрок: в экипаже были Генрих Ангст, Готфрид Динер и Гарри Уорбертон. В 1955 году он завершил карьеру спортсмена победой с Уорбертоном в 1955 году в двойках и серебряными медалями в четвёрках (в том экипаже были Аби Гартманн и Рольф Гербер).
Файерабенд пять раз выигрывал национальный чемпионат Швейцарии. После завершения спортивной карьеры он вместе со своим отцом занялся бобслейным бизнесом, собирая бобы. Он же разработал первый стальной боб.